# Ирландская координатная сетка

Ирла́ндская координа́тная се́тка — система географических координат, широко используемая как в Республике Ирландия, так и в Северной Ирландии, и основанная на британской координатной сети.
Согласно системе, площадь Ирландии поделена на 25 квадратов размером 100x100 км, каждому из которых присвоена одна буква. Квадраты пронумерованы от A до Z с пропущенной буквой I. В каждой клетке отсчёт начинается от юго-западного угла, при этом G0305 означает «квадрат G, 3 километра на восток, 5 километров к северу». Точность указания места регулируется количеством цифр в числе, наиболее широко используются координаты по 6 цифр (по 3 на каждую координату), чтобы возможно было указание места с точностью до 100 метров.
Фактически, ни Соединённое Королевство, ни Ирландия не используют широты и долготу для описания координат своей территории, используя вместо этого координатную сетку.